# Krompachy
Krompachy (mađarski: Korompa, njemački: Krompach) grad je u Košičkom kraju u istočnoj Slovačkoj. Grad upravno pripada Okrugu Spišská Nová Ves.

## Zemljopis
Krompachy se nalazi u središnjem dijelu Spiš regije u dolini rijeke Hornád, od 360 do 450 metara nadmorske visine. Grad leži na spajanju tri planinska lanca Levočské vrchy i Branisko su na sjeveru, a Volovské vrchy (dio Slovačkoga Rudogorja) je na jugu. Grad je okružen sa svih strana planinskim lancima visine od 900 do 1100 metara nadmorske visine.
Godišnja količina oborina u Hornádskoj kotlini je između 590 i 800 mm. Najkišovitiji mjesec je srpanj, a najsuša je veljača. Snijeg pokriva područje od 75 do 90 dana u godini. Prosječna godišnja temperatura je 6,8 °C, najniža je u siječnju -6,2 °C, najviša u srpnju 17,0 °C.
Šume u blizini grada su dom jelena, divljih svinja, vukova i jazavaca. Šume su bogate gljivama i divljim šumskim plodovima. U rijeci Hornád se mogu naći pastrva, losos, lipen i jegulja.

## Povijest
Smatra se da je grad osnovan sredinom 14. stoljeća. Od tada pa nadalje grad je središte rudarstva i metalurgije sve do kraja 20. stoljeća, a posebno je usmjeren na industriju željeza i bakra. Na početku 20. stoljeća, Krompachy željezara (Krompašská železiareň) je imala oko 3.500 zaposlenih i bila je najveća željezara svoga vremena u Kraljevini Ugarskoj. Željezara je zatvorena nakon Drugog svjetskog rata.
Godine 1921. došlo je do krvavog ustanka poznatog i kao Krompachy ustanak (Krompašská vzbura).
Od 1991. godine nakon pada industrijske proizvodnje, a kao rezultat velikih ulaganja u blizini grada je otvoren veliki alpski zimski centar Plejsy.

## Stanovništvo
| Godina:     | 1993. | 2003.   | 2013.   | 2023.   |
| ----------- | ----- | ------- | ------- | ------- |
| Broj ljudi: | 8402  | 8875    | 8877    | 8584    |
| Razlika:    |       | +5,62 % | +0,02 % | -3,30 % |

| Godina:     | 2022. | 2023.   |
| ----------- | ----- | ------- |
| Broj ljudi: | 8646  | 8584    |
| Razlika:    |       | -0,71 % |

Grad je 2001. godine imao 8.812 stanovnika.

### Etnički sastav
- Slovaci - 87,1%
- Romi - 8,4%
- Česi -  0,6%

### Religija
- rimokatolici - 70,1%
- ateisti - 14,5%
- pravoslavci -  3,4%
- grkokatolici - 2,3%

## Vanjske poveznice
- Službena stranica grada

### Ostali projekti
|  | Zajednički poslužitelj ima još gradiva o temi Krompachy |